# باروخ ليفين
باروخ ليفين (بالإنجليزية: Baruch Levine)‏ هو مغني وملحن أمريكي، ولد في 28 ديسمبر 1977 في تورونتو في كندا.

## وصلات خارجية
- الموقع الرسمي
- باروخ ليفين على موقع ميوزك برينز (الإنجليزية)
- باروخ ليفين على موقع أول ميوزيك (الإنجليزية)